# Caenaugochlora donnae
Caenaugochlora donnae är en biart som beskrevs av Engel 1995. Caenaugochlora donnae ingår i släktet Caenaugochlora och familjen vägbin. Inga underarter finns listade.